# Бањоло дел Саленто
Бањоло дел Саленто (итал. Bagnolo del Salento) је насеље у Италији у округу Лече, региону Апулија.
Према процени из 2011. у насељу је живело 1879 становника. Насеље се налази на надморској висини од 100 м.

## Географија
| Клима (Бањоло дел Саленто)  | Клима (Бањоло дел Саленто) | Клима (Бањоло дел Саленто) | Клима (Бањоло дел Саленто) | Клима (Бањоло дел Саленто) | Клима (Бањоло дел Саленто) | Клима (Бањоло дел Саленто) | Клима (Бањоло дел Саленто) | Клима (Бањоло дел Саленто) | Клима (Бањоло дел Саленто) | Клима (Бањоло дел Саленто) | Клима (Бањоло дел Саленто) | Клима (Бањоло дел Саленто) | Клима (Бањоло дел Саленто) |
| Показатељ \ Месец           | .Јан.                      | .Феб.                      | .Мар.                      | .Апр.                      | .Мај.                      | .Јун.                      | .Јул.                      | .Авг.                      | .Сеп.                      | .Окт.                      | .Нов.                      | .Дец.                      | .Год.                      |
| --------------------------- | -------------------------- | -------------------------- | -------------------------- | -------------------------- | -------------------------- | -------------------------- | -------------------------- | -------------------------- | -------------------------- | -------------------------- | -------------------------- | -------------------------- | -------------------------- |
| Апсолутни максимум, °C (°F) | 12,6 (54,7)                | —                          | —                          | —                          | —                          | —                          | —                          | —                          | —                          | —                          | —                          | —                          | 12,6 (54,7)                |
| Средњи максимум, °C (°F)    | 12,6 (54,7)                | 13,2 (55,8)                | 15,0 (59)                  | 18,3 (64,9)                | 22,6 (72,7)                | 26,8 (80,2)                | 29,2 (84,6)                | 29,6 (85,3)                | 26,2 (79,2)                | 21,8 (71,2)                | 17,6 (63,7)                | 14,2 (57,6)                | 29,6 (85,3)                |
| Средњи минимум, °C (°F)     | 5,6 (42,1)                 | 5,8 (42,4)                 | 7,2 (45)                   | 9,5 (49,1)                 | 13,1 (55,6)                | 17,0 (62,6)                | 19,5 (67,1)                | 19,9 (67,8)                | 17,3 (63,1)                | 13,7 (56,7)                | 9,9 (49,8)                 | 7,1 (44,8)                 | 5,6 (42,1)                 |
| Количина падавина, mm (in)  | 71 (28)                    | 60 (23,6)                  | 65 (25,6)                  | 40 (15,7)                  | 33 (13)                    | 20 (7,9)                   | 16 (6,3)                   | 22 (8,7)                   | 49 (19,3)                  | 80 (31,5)                  | 97 (38,2)                  | 74 (29,1)                  | 627 (246,9)                |
| [ тражи се извор ]          |                            |                            |                            |                            |                            |                            |                            |                            |                            |                            |                            |                            |                            |

## Становништво
Према резултатима пописа становништва 2011. у општини је живело 1.879 становника.
| 1931. | 1936. | 1951. | 1961. | 1971. | 1981. | 1991. | 2001. | 2011. |
| ----- | ----- | ----- | ----- | ----- | ----- | ----- | ----- | ----- |
| 1.530 | 1.661 | 1.831 | 1.863 | 1.776 | 1.878 | 1.809 | 1.858 | 1.879 |